# Herreria coriacea
Herreria coriacea är en sparrisväxtart som beskrevs av Pierfelice Ravenna. Herreria coriacea ingår i släktet Herreria och familjen sparrisväxter. Inga underarter finns listade i Catalogue of Life.